# سیمسکویه
سیمسکویه (انگلیسی: Simskoye) یک شهرک در شهرستان ایگلینسکی استان باشقیرستان کشور روسیه است.